# Trevor Farrington
Trevor Farrington Limited ist ein britisches Unternehmen im Bereich Automobile und ehemaliger Automobilhersteller.

## Unternehmensgeschichte
Trevor Farrington gründete am 31. Januar 2001 das Unternehmen in Newport in der Grafschaft Shropshire. Susan Helen Farrington ist ebenfalls im Unternehmen tätig. Am 9. Februar 2001 zog das Unternehmen nach Crewe in Cheshire. Sie begannen 2002 mit der Produktion von Automobilen und Kits. Der Markenname lautete Trevor Farrington. 2004 endete die Produktion. Insgesamt entstanden etwa fünf Exemplare.
Als Restaurierungsbetrieb ist das Unternehmen noch aktiv.

## Fahrzeuge
Das einzige Modell SP 24/7 war ein offener Rennsportwagen, der auch eine Straßenzulassung erhalten konnte.